# أصل تسمية هولندا

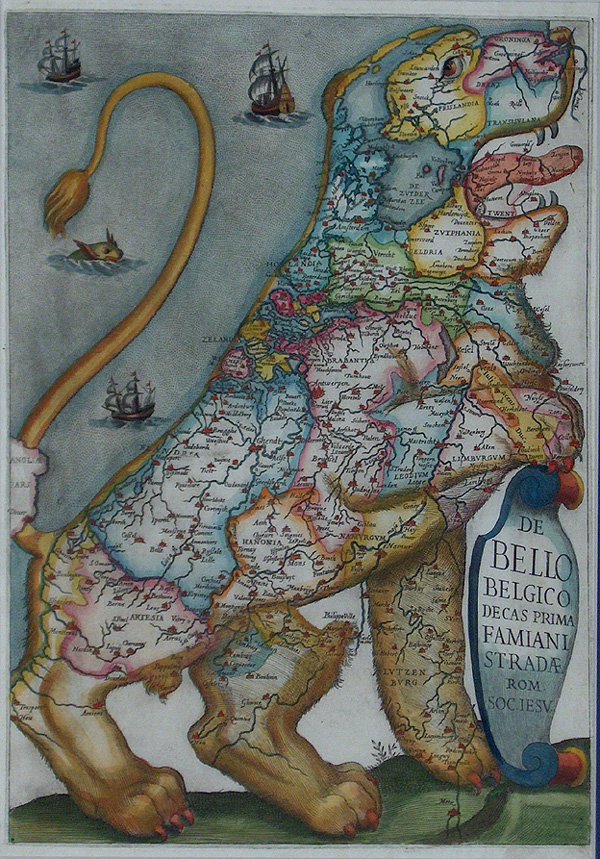
في اللغة اللاتينية يشار إلى الأراضي المنخفضة باسم بيلو بيلجيكوBello Belgico (1631)

يُشار عادةً في اللغة العربية إلى Netherlands باسم هولندا بوصفها مجاز جزئي يُشير إلى مملكة الأراضي المنخفضة ككل. واللفظان هولاند Holland، ونيدرلاند Nederland مترادفان في معناهما ويقصد بهما الأرض المنخفضة. وسُميت البلاد بهذا الاسم لأن حوالي نصف أراضيها يقع تحت مستوى سطح البحر، كما أن أكثر من خمسي أراضيها كان مغطى بمياه البحر أو المستنقعات. ويُطلق اسم هولندا أيضاً على مقاطعتين بالبلاد من أصل 12 مقاطعة، وهما مقاطعة شمال هولندا (Noord-Holland) ومقاطعة جنوب هولندا (Zuid-Holland). وكانت مقاطعة هولندا -والتي تشغلها الآن المقاطعات الشمالية والجنوبية من البلاد- قبل عدة قرون هي الأنشط والأقوى اقتصادياً بين كافة مقاطعات البلاد، وأكبرها مصدراً للتجارة الخارجية مع البلدان الأخرى. ولمّا كان معظم التجار الذين يتعامل معهم رصفائهم الأجانب هم من سكان المقاطعتين فقد حدا بالبعض أن يسميهم «بالهولنديين»، فأصبح من الشائع والمقبول الإشارة إلى البلاد برمتها وإلى كافة ساكنيها بهذه التسمية، وبمرور الزمن اكتسب الاسمان -هولندا ونيدرلاند- قبولاً متوازياً، بالرغم من أن الاسم الرسمي باللغة الهولندية يظل بطبيعة الحال هو «نيدرلاند Nederland»، وتبقى التسمية	هولندا صحيحة من الناحية الرسمية في الترجمة العربية.
ويلاحظ أن اسم هولندا في كثير من اللغات الأوروبية هو في الأصل ترجمة للفظ الهولندي Nederland، ففي اللغة الإنجليزية تعرف هولندا باسم the Netherlands وفي الألمانية Niederlande  وفي الفرنسية Les Pays-Bas  وفي الإسبانية  Países Bajos ، وكلها تعني حرفياً الأرض المنخفضة. أما في لغة عربية فلا يزال لفظ هولندا  هو الشائع، وإن كانت عبارة «الأراضي المنخفضة» تستخدم أحياناً ككنية أو تعبير إطرائي لهولندا.
ويفرق الهولنديون بين اسمي Nederland - أي الأرض المنخفضة وNederlanden أي الأراضي المنخفضة، ففي الحالة الأخيرة يستخدم الاسم في صيغة الجمع للدلالة على هولندا والجزر (المستعمرات السابقة) التابعة لها في البحر الكاريبي. وفي حالة صيغة المفرد يستخدم الاسم للإشارة إلى الجزء الأوروبي لمملكة هولندا، أي هولندا بدون مستعمراتها. في كل الأحوال فإن الاسم الرسمي باللغة الهولندية هو Koninkrijk der Nederlanden أي مملكة الأراضي المنخفضة.